# Carl Wilhelm Schenck zu Schweinsberg
Carl Wilhelm Georg Julius Friedrich Schenck zu Schweinsberg (* 17. Januar 1805 in Ziegenhain; † 30. März 1869 auf Schloss Buchenau) war Offizier in der Hessen-kasselschen Armee und Mitglied der Ersten Kammer der Kurhessischen Ständeversammlung.

## Leben

### Herkunft und Familie
Carl Wilhelm Schenck zu Schweinsberg entstammte dem hessischen Uradelsgeschlecht Schenck zu Schweinsberg, aus dem zahlreiche namhafte Persönlichkeiten hervorgegangen sind. Er wurde als Sohn des Caspar Wilhelm Julius Schenck zu Schweinsberg und dessen Ehefrau Dorothea Caroline Hennenhöfer geboren. 
Am 16. Januar 1834 heiratete er in Kassel Louise Stein zu Barchfeld (1809–1877). Aus der Ehe ging der Sohn Ernst Moritz Ludwig Schenck zu Schweinsberg (* 7. März 1838; † 2. Mai 1887) hervor.

### Wirken
Carl Wilhelm schlug die militärische Laufbahn ein,  war Major in einem Husarenregiment und in der Kommunalpolitik engagiert. Er war Mitglied des Bezirksrats in Hersfeld. 
In den Jahren 1852 bis 1854 war er Abgeordneter der Ersten Kammer der Landstände des Großherzogtums Hessen, die mit institutionellen Vertretern, Vertretern des erblichen Adels und von der Regierung auf Lebenszeit Ernannte besetzt war. Die Zweite Kammer bestand aus gewählten Vertretern der Bevölkerung.

### Sonstiges
Von 1840 bis 1896 war er im Besitz des Schlosses Buchenau, das 1692 durch seinen Vorfahren Wolf Christoph Schenk zu Schweinsberg in den Besitz der Familie gelangte. Dieser tauschte das von ihm geerbte Rittergut Burghaun gegen Schloss Buchenau. Das Schloss blieb bis 1913 im Familienbesitz, als es im Wege des Zwangsverkaufs für 650 000 Mark an Freiherr Heereman von Zuydtwyck ging.